# 159
Năm 159 là một năm trong lịch Julius. 